# Jorge Luis Pinto
Jorge Luis Pinto Afanador (San Gil, 1952. december 16. –) kolumbiai labdarúgóedző, jelenleg a Costa Rica-i válogatott szövetségi kapitánya.

## Sikerek
Alianza Lima
- Perui bajnok (2): 1997, 1999 (Clausura)

Alajuelense
- Costa Rica-i bajnok (2): 2002 (Apertura), 2003 (Clausura, Apertura)

Cúcuta Deportivo
- Kolumbiai bajnok (1): 2006

Deportivo Táchira
- Venezuelai bajnok (1): 2010–11

Costa Rica
- Copa Centroamericana (1): 2013

## Fordítás
Ez a szócikk részben vagy egészben  a   Jorge Luis Pinto című angol Wikipédia-szócikk fordításán alapul.  Az eredeti cikk szerkesztőit annak laptörténete sorolja fel. Ez a jelzés csupán a megfogalmazás eredetét és a szerzői jogokat jelzi, nem szolgál a cikkben szereplő információk forrásmegjelöléseként.